# صموئيل كونينغهام (سياسي)
صموئيل كونينغهام (بالإنجليزية: Samuel Cunningham)‏ هو تاجر أسهم وسياسي بريطاني (وحمل سابقاً جنسية المملكة المتحدة لبريطانيا العظمى وأيرلندا)، ولد في 14 أكتوبر 1862، وتوفي في 23 أغسطس 1946. انتخب عضو مجلس الملكة الخاص بأيرلندا وانتخب Member of the Senate of Northern Ireland ‏.